# Beilschmiedia robynsiana
Beilschmiedia robynsiana är en lagerväxtart som beskrevs av André Joseph Guillaume Henri Kostermans. Beilschmiedia robynsiana ingår i släktet Beilschmiedia och familjen lagerväxter. Inga underarter finns listade i Catalogue of Life.